# Neo-impressionisme

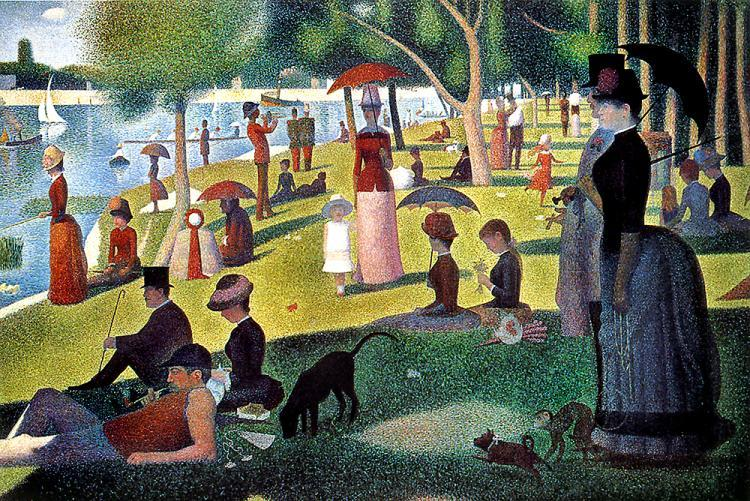
Dimanche d'été à la Grande Jatte, door Seurat, 1886.

Neo-impressionisme is een benaming voor een schilderstijl die in het midden van de jaren 1880 ontstond in Frankrijk met Georges Seurat en Paul Signac als belangrijkste initiators. Het neo-impressionisme gaat uit van een schildertechniek waarbij geen streken of vlakken op het doek worden aangebracht, maar stippen (pointillisme) of eventueel streepjes (divisionisme). Die stippen of streepjes werden niet meer gemengd op het palet, maar in verschillende combinaties in pure kleuren naast elkaar geplaatst.
Het neo-impressionisme ontwikkelde zich parallel aan andere postimpressionistische stromingen, zoals het syntheticisme, dat de nadruk legde op grote, vaak duidelijk omlijnde kleurvlakken. Al deze stromingen kunnen worden beschouwd als een voortgezette ontwikkeling van het impressionisme.

## Kleurtheorie
Op basis van eerdere kleurtheorieën door Eugène Chevreul, James Clerk Maxwell en Ogden Rood ontwikkelde kleurentheorieën, formuleerde Seurat een eigen kleurenleer, die uitging van drie primaire kleuren (rood, geel, blauw) en drie secundaire kleuren (oranje, paars, groen) die ontstonden na vermenging van primaire kleuren. Daarnaast onderscheidde hij complementaire paren die werden gevormd door een primaire kleur een de secundaire kleur die ontstond door vermenging van de twee andere primaire kleuren. Deze kleuren werden door de post-impressionisten onvermengd aangebracht op het doek, zorgvuldig gegroepeerd volgens nauwgezet omschreven regels, naast elkaar, in stippen of streepjes. De gedachte was dat het onvermengd op het doek aanbrengen van met name complementaire kleuren en pigmenten leidde tot een grotere intensiteit van kleuren. Kleurenscheiding was het uitgangspunt. Pas op het netvlies moest uiteindelijk een optische vermenging plaatsvinden.

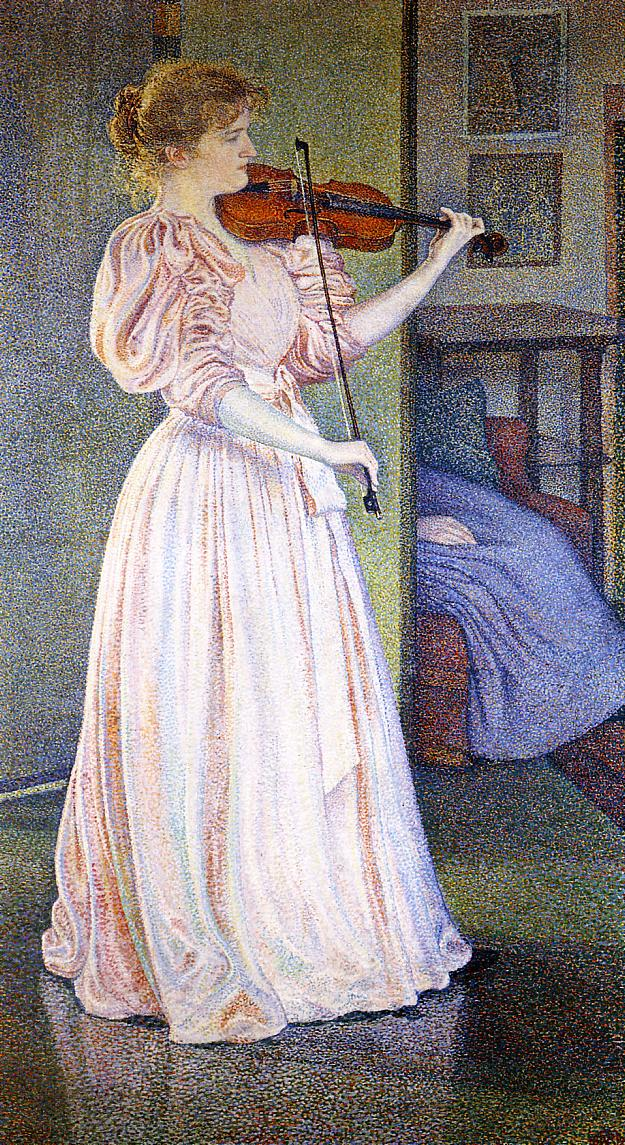
Théo van Rysselberghe: Portret van Irma Sèthe, 1894

## Geschiedenis

### Beginperiode
Als beginjaar voor het neo-impressionisme wordt wel 1884 genoemd, toen Seurat zijn Baders bij Asnières tentoonstelde op de Salon des Indépendants. In dat schilderij waren de grondbeginselen van het neo-impressionisme al duidelijk zichtbaar. Tijdens deze tentoonstelling ontmoette Seurat ook Signac, die zich erg onder de indruk toonde van het schilderij en Seurats nieuwe werkwijze, die ze vervolgens gezamenlijk verder zouden uitwerken. Een jaar later sloot ook de bekende impressionist Camille Pissarro zich bij hen aan en zorgde er onder andere voor dat Seurat zijn Dimanche d'été à la Grande Jatte kon exposeren op de achtste en laatste grote impressionistententoonstelling in 1886.
Dimanche d'été à la Grande Jatte geldt nog steeds als schoolvoorbeeld van het neo-impressionisme. De confrontatie met dit doek, in een periode dat het impressionisme over zijn hoogtepunt heen leek, riep bij critici sterk verdeelde reacties op, maar zou voor veel kunstenaars een omwenteling betekenen. Direct na de tentoonstelling sloten ook andere kunstschilders zich bij de nieuwe beweging aan, zoals Henri-Edmond Cross, Maximilien Luce, Albert Dubois-Pillet en Hippolyte Petitjean. De criticus Félix Fénéon wierp zich op als zegsman voor de nieuwe beweging en lanceerde ook haar nieuwe naam: neo-impressionisme. Deze naam gaf meteen ook de verbondenheid van de stroming weer met het impressionisme, niet alleen vanwege de grote aandacht voor lichteffecten, maar ook op grond van de gerichtheid op het 'vangen' van het vluchtige moment.

### Les Vingt
Dimanche d'été à la Grande Jatte werd in 1887 ook tentoongesteld op de vierde expositie van de avantgardistische Belgische kunstenaarsvereniging Les Vingt te Brussel, waar het zorgde voor een internationale doorbraak van het neo-impressionisme. Ook van de in Brussel bij de expositie aanwezige kunstschilders bekeerde een aantal zich direct tot de nieuwe stroming, waaronder de Belgen Willy Finch, Anna Boch, Georges Lemmen en iets later Théo van Rysselberghe, die er een heel persoonlijke expressie in bereikte. Ook de Nederlander Jan Toorop schilderde een tijdje in de stijl van het neo-impressionisme, dat verder in Nederland volgers kreeg in Henk Bremmer, Henri Daalhoff, Jan Aarts, Jan Vijlbrief en Ferdinand Hart Nibbrig.

### Vertroebeling
Het neo-impressionisme kende tussen 1886 en 1888 al met al een vliegende start. In 1888 schreef Seurat echter al aan Signac dat hij zich zorgen maakte over het toenemend aantal volgers van de nieuwe stijl, waarvan er velen minder begaafd waren en bovendien de theoretische principes onvoldoende kenden en toepasten. Dat zou in zijn ogen leiden tot een ongewenste vertroebeling van de oorspronkelijke leer. Bij veel schilders bleek de stip niet meer dan een decoratief element.
Een ander probleem dat eind jaren 1880 de kop opstak was de beperking die de toepassing van de wetenschappelijke kleurtheorie met zich meebracht. Vaak resulteerde het in koele, eenvormige schilderijen waarin de eigen 'signatuur' van de schilder ontbrak. Door diverse schilders werd gezocht naar een meer expressieve uitdrukkingsvorm, zoals die met name bij de divisionistisch werkende Vincent van Gogh sterk de overhand zou krijgen.

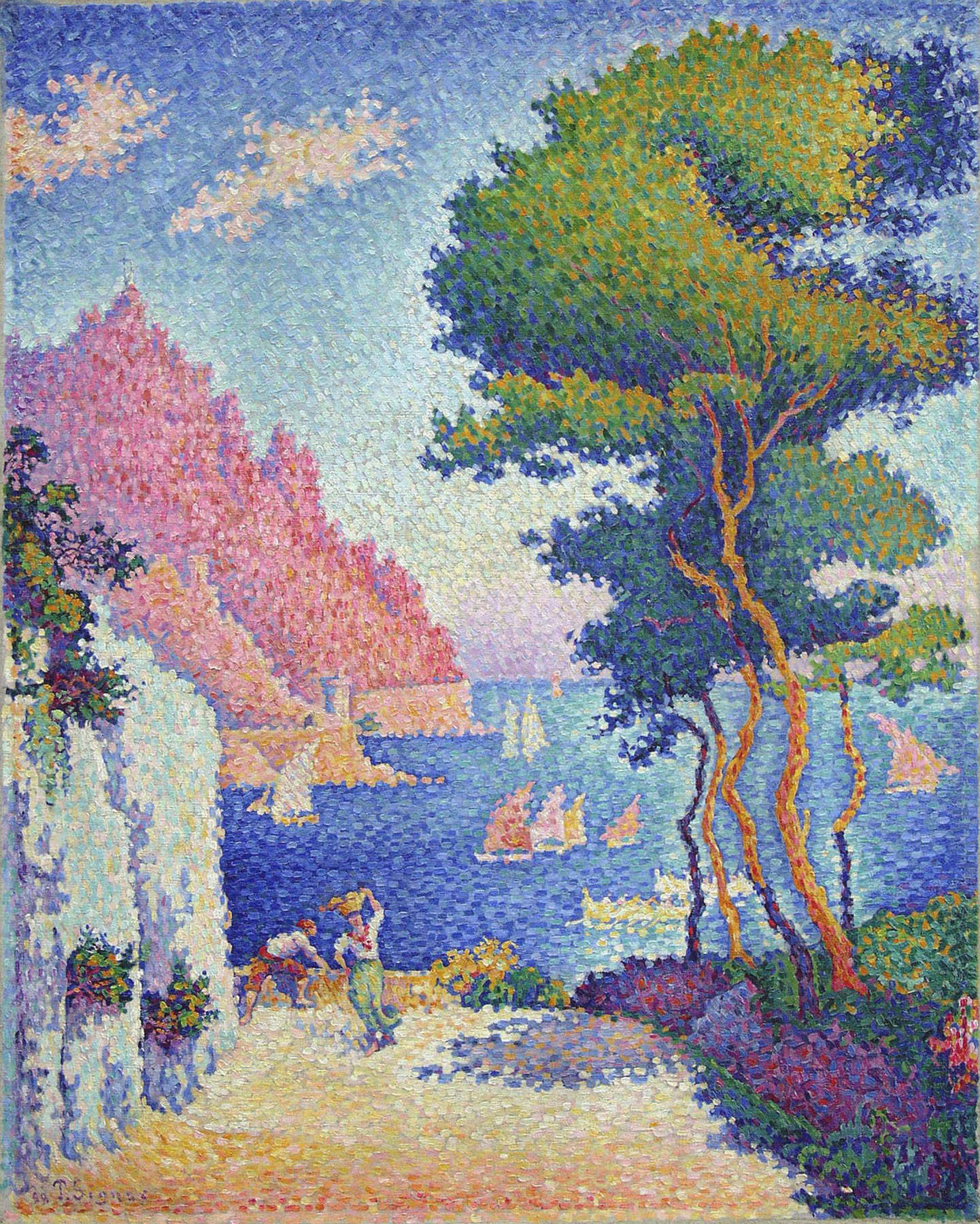
Paul Signac: Capo di Noli, 1898.

Toen Seurat in 1891 kwam te overlijden, leek zijn oorspronkelijke rigide leer dan ook geen lang leven meer beschoren. Zijn dood leek dan een versneld einde van het neo-impressionisme te betekenen, waarbij Camille Pissarro in een brief aan zijn zoon Lucien nog wel aantekende dat Seurat "onmiskenbaar iets teweeg had gebracht dat later van groot belang voor de kunst zal blijken".

### Doorstart en opstart naar modernisme
Begin jaren negentig, na de dood van Seurat, beleefde het post-impressionisme inderdaad een terugslag, maar Signac bleef als pleitbezorger onverdroten aan de weg timmeren. Hij verhuisde naar Saint-Tropez en vooral door zijn toedoen beleefde de stroming aan het einde van de negentiende eeuw een opleving. Van belang daarbij was de publicatie van zijn manifest D'Eugène Delacroix au neo-impressionisme (1899), die met name een doorstart voor het divisionisme betekende. De strikte kleurentheorie en de systematische werkwijze van Seurat werden vervangen door een vrijere behandeling van het onderwerp, waarbij de verftoets een persoonlijker, meer expressief karakter kreeg en de kleur aan zeggingskracht won. Er was meer ruimte voor eigen inzicht en de benadering werd minder analytisch. Goed voorbeeld is Signacs zonovergoten havengezicht Capo di Noli uit 1898. De stipjes zijn vervangen door mozaïekachtige kleurenblokjes, waardoor de vormen meer geabstraheerd worden. Diverse kunstschilders werden geïnspireerd door Signacs nieuwe zienswijze, waaronder Jean Metzinger, de jonge Robert Delaunay, Kees van Dongen (die Signac in Saint-Tropez bezocht) en Wassily Kandinsky. De stip evolueerde in hun werk uiteindelijk tot een zelfstandig element binnen het schilderij, zou steeds nadrukkelijker bijdragen aan het opdelen der vormen, waarmee het pointillisme uiteindelijk mede aan de wieg kwam te staan van het modernisme van de twintigste eeuw.